# Raimundo de Sabunde
Raimundo de Sabunde (también referido como Ramon Sibiuda, Sabiende, Sabond, Sabonde, Sebon, o Sebeyde) (c. 1385 - 1436), fue un estudioso, filósofo, y maestro de medicina catalán que trabajó como profesor real de teología en Toulouse. 

## Biografía
Nacido en Barcelona, en aquella época la ciudad más grande de la Corona de Aragón, hacia fines del siglo XIV, estudios recientes datan su fallecimiento en 1436. 
Su obra Liber naturae sive creaturarum, etc. o Theologia Naturalis, escrita entre 1434 y 1436 marca una importante etapa en la historia de la teología natural: fue escrita originalmente en latín, aunque no en puro estilo clásico, "el libro estaba escrito en un español enriquecedor con giros latinos. Sus seguidores editaron una versión en latín más clásico, que fue luego traducida al francés por Michel de Montaigne (París, 1569) y publicada en latín en varias oportunidades, entre ellas Deventer, 1487; Estrasburgo, 1496; París, 1509; Venecia, 1581. 
El libro se opuso a la creencia generalizada de entonces sobre que razón y fe, filosofía y religión era antagónicas e irreconciliables. Raimundo declaró que el libro de la naturaleza y la biblia eran ambas revelaciones divinas, una general e inmediata, la otra específica y mediata. Michel de Montaigne cuenta cómo tradujo el libro al francés y halló que «los conceptos del autor eran excelentes, la estructura de su obra bien constituida, y su proyecto lleno de piedad... Su conocimiento es sólido, y su alcance valiente, porque trata todas las razones humanas y naturales para establecer y verificar todos los artículos de la religión cristiana contra los ateos».

## Ediciones
La editio princeps del libro, que inspiró a muchos imitadores no está fechada, pero corresponde probablemente a 1484: hay varias ediciones posteriores, hasta una de J. F. von Seidel en 1852. En 1595 el Prologus fue incluido en el Index Librorum Prohibitorum por su aseveración de que la Biblia no es la única fuente de verdad revelada.